# 甲斐大和バスストップ
甲斐大和バスストップ（かいやまとバスストップ）は、山梨県甲州市大和町にある中央自動車道にあるバス停留所である。県道212号と中央自動車道が交差する付近にある。
バス事業者では「中央道甲斐大和」と案内している。
2012年12月2日に発生した笹子トンネル天井板落下事故の影響により休止中となっていたが、2013年2月8日の中央自動車道笹子トンネル復旧工事完了による上下線再開通に伴い、2013年2月9日より運用が再開された。

## 停車する路線
下りは降車専用・上りは乗車専用となっている。
中央高速バス
- 甲府線（京王バス・富士急バス・山梨交通） ※特急便は通過
石和経由：中央道笹子 - 中央道甲斐大和 - 勝沼
甲府南経由：中央道笹子 - 中央道甲斐大和 - 中央道釈迦堂

## バス停へのアクセス
- JR中央本線甲斐大和駅からタクシーで5分。
- 同駅から甲州市市民バス大和地域西ルート（笹子峠入口 - 日影間自由乗降区間）下車。
- 同駅から徒歩30分。